# 近未来政治研究会
近未来政治研究会（きんみらいせいじけんきゅうかい）は、かつて存在した自由民主党の派閥。
1998年11月30日、政策科学研究所（中曽根派→渡辺派→旧渡辺派）から分離独立した山崎拓グループ37名によって結成され、中規模派閥として活動（山崎派→石原派→森山派）。2024年1月25日に解散した。
派閥結成当初は憲法改正に熱心で、過去に派閥メンバー全員で改憲論や政策集の単行本を出版した。

## 歴史

### 山崎派

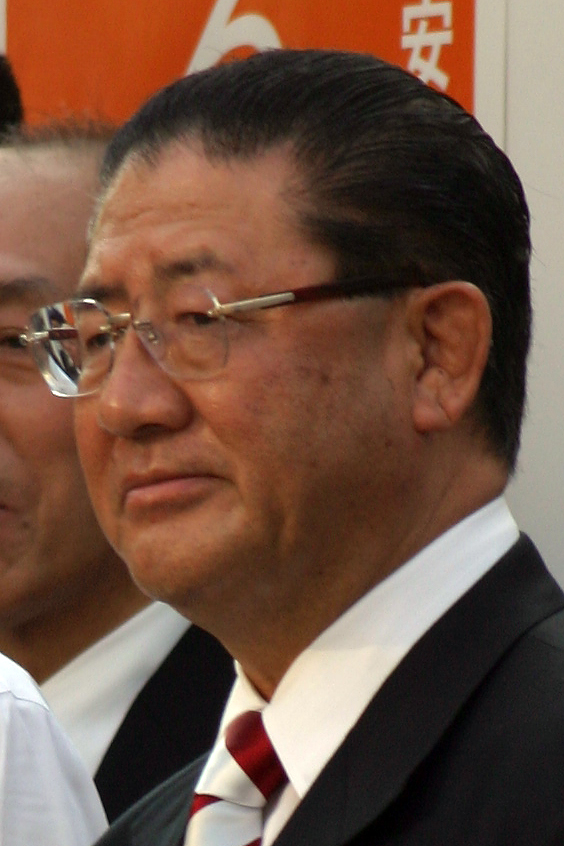
山崎拓

1998年自由民主党総裁選挙では山崎及び旧渡辺派山崎系の国会議員は盟友の小泉純一郎ではなく、小渕恵三を推し（旧渡辺派中曽根系は梶山静六支持）、総選挙後に誕生した小渕内閣で、甘利明と関谷勝嗣の二人が労働大臣、建設大臣で入閣し、深谷隆司が総務会長に就任。当初は山中貞則が山崎の後見役として在籍していたものの、山崎と加藤紘一が小渕に対抗して1999年の自由民主党総裁選挙に強行出馬したのを機に離脱した。　2000年6月25日に行われた第42回衆議院議員総選挙では、現職の通商産業大臣・深谷、元文部大臣・小杉隆、元経済企画庁長官・船田元ら閣僚経験者、他にも井奥貞雄・木村勉・倉成正和が落選、衆院の勢力は9人減った。
一方で、1993年6月以前は自民党・清和研の武村正義グループに属し、その後離党して新党さきがけ結成に参加し、自社さ連立政権時代に与党の政調会長同士として山崎と親交を深めた渡海紀三朗は自民党に復党したのち入会した。00年11月加藤の乱では加藤派と異なり、一糸乱れぬ結束を見せつけ政界関係者を驚嘆させた。（所属衆院議員全員欠席し造反、現職閣僚の保岡興治は当初辞表提出をしたため賛成する意向だったが結果的に反対票、閣僚以外では稲葉大和のみ反対票）
小泉内閣では山崎が党幹事長・副総裁として主流派入りするものの、2003年の第43回衆議院議員総選挙では山崎のスキャンダルが響き落選。山崎は副総裁を辞任したが、同派の会長継続を支持され、非議員ながら内閣総理大臣補佐官に任命され、一定の政治的影響力を維持し続けた。山崎は2005年4月24日の補欠選挙で当選、政界に復帰した。
小泉政権下での急激な勢力拡大もあってか、他派閥出身者や野党からの出戻り組も少なくないが、結成以来、山崎や派閥幹部の保岡・関谷勝嗣・亀井善之らベテラン議員の面倒見が良かったため、他派に比べても依然まとまりがあった。しかし、2006年の自民党総裁選挙頃から、反安倍晋三志向の山崎に対して、一部が安倍支持に動くなど、派閥に綻びが出始めていた。
2007年には郵政造反組だった武田良太（元亀井派）と古川禎久・森山裕（元橋本派）が入会。さらに同年12月には元党政調会長の石原伸晃（元加藤派）が入会したが、これは政界関係者から驚きを持って迎えられた。これは石原の出身である日本テレビ会長の氏家齊一郎が山崎との間を仲介したためとされている。山崎が石原を入会させたことは、石原慎太郎を父に持ち国民的知名度が高く資金力もある石原を次期派閥領袖候補に据えることで、武部勤や甘利明など山崎に反発する派内の動きを牽制し、山崎の政治的影響力を保つ目的があったとされる。一方で、石原慎太郎自身は山崎派とは関係がない。
北朝鮮問題については独自の動きを見せる。山崎が側近の田野瀬良太郎と訪朝した際には政府・与党内から強い不満が噴出した。2008年5月の派閥会合で役員人事を一新。甘利を会長代行、石原を事務総長、山崎の腹心である木村義雄を事務総長代理、関谷を顧問に据えるなど派閥の引き締めを図った。同年には石原が総裁選に強行出馬。
2009年の第45回衆議院議員総選挙では改選前の37議席から16議席へと勢力が激減した。会長の山崎も再度落選したが、派閥の存続のためにという理由で会長職を続けることになった。その後古川や武田は退会する。同年所属議員の激減による財政難から派閥事務所を閉鎖し、活動の拠点を山崎の個人事務所に移すことを決定した。
2011年6月、会長代行の甘利によって「さいこう日本」が結成された。

### 石原派

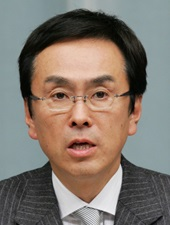
石原伸晃

2012年、自民党総裁選挙に石原が再び強行出馬するも安倍晋三、石破茂に次ぐ3位にとどまる。その後の第46回衆議院議員総選挙に山崎が立候補せずに引退したことを受けて、2012年12月20日、山崎が派閥会長を退き石原伸晃が新会長に就任、石原派に衣替えした。石原会長の実弟にあたる石原宏高も入会する。しかし、派閥幹部である甘利や田中和徳、山崎派初期メンバーであった渡海紀三朗や原田義昭らが新体制に反発して派閥を離れ、選挙前には岡田広、小泉昭男両参議院議員も退会して所属参議院議員が一時的にゼロとなるなど勢力は弱体化した。
2012年、自民党政権復帰後の第2次安倍内閣で会長の石原伸晃が環境大臣として入閣。しかし、2014年の第2次安倍改造内閣では石原は閣僚から外れ、党内各派の中で唯一入閣者・党四役がゼロとなるなど石原派の冷遇ぶりが取り沙汰された。一方、かつて同派を退会した甘利明は2012年以降経済財政政策担当大臣のポストに就き続けた。
2015年、森山裕が農林水産大臣に就任。2016年には金銭授受疑惑の責任を取り大臣を辞任した甘利の後任として石原会長が再度入閣する。
2015年、二階派との合流論が浮上。2017年には事務総長であった平沢勝栄が派閥を退会。一方、谷垣グループの中谷元、小里泰弘が石原派のパーティーに出席して依頼された合流が話題となる。同年8月の第3次安倍第3次改造内閣では、石原が閣僚から外れ入閣者がゼロとなったものの、森山が国会対策委員長に就任し執行部入りした。以降、入閣者ゼロかつ森山が国会対策委員長を務める状態が第4次安倍内閣、第4次安倍改造内閣を経て2019年9月の第4次安倍第2次改造内閣まで続いた。2020年9月14日に行われた自民党総裁選挙では内閣官房長官・菅義偉を支持し、菅が当選し、同年9月16日発足の菅義偉内閣では事務総長の坂本哲志が内閣府特命担当大臣（少子化対策、地方創生）で初入閣。森山も国会対策委員長に再任された。
2021年10月の第49回衆議院議員総選挙では冨岡勉が引退し、会長の石原伸晃、会長代行の野田毅が落選した。同年11月11日に石原伸晃は石原派の会合で、同派の会長を辞任する考えを表明した。石原伸晃は同年12月に予定されている同派のパーティーまで会長を務めた（石原宏高は比例復活で再選し直後に退会）。
また山崎は同選挙に際し、公示後の10月27日、大阪10区で自民党前職の大隈和英が立候補しているにもかかわらず、野党・立憲民主党前職の辻元清美の応援演説に立ち、投票を呼び掛けた（結果は大隈・辻元はともに落選）。これを受け、同年12月13日の自民党党紀委員会にて、党の規律を乱したとして山崎の党員資格停止1年の処分が決まった。党員資格停止に伴って、派の最高顧問の役職も停止された。

### 森山派
2021年12月16日、落選した石原に代わり、森山裕が会長に就任。これにより石原派は森山派に衣替えした。
2022年8月10日、会長の森山裕が選対委員長として執行部入りを果たした。
2024年1月23日、森山は近未来政治研究会を解散する意向を固めた。同月25日、森山派は臨時総会を開き、派閥の解散を正式に決定した。政治資金パーティーをめぐる裏金問題で森山派は6派閥中、唯一告発を受けておらず、議員や関係者も立件されていなかったが、「国民から派閥の存在自体に疑念を抱かれている」などとして解散を決めた。同年4月26日に政治団体の解散届を総務省に郵送した。解散表明した5派閥のうち、正式な解散届の提出は初めて。

## 歴代会長
| 代 | 会長     | 派閥呼称 | 期間            |
| -- | -------- | -------- | --------------- |
| 1  | 山崎拓   | 山崎派   | 1998年 - 2012年 |
| 2  | 石原伸晃 | 石原派   | 2012年 - 2021年 |
| 3  | 森山裕   | 森山派   | 2021年 - 2024年 |

## 解散時の構成

### 役員
| 会長     | 森山裕   |
| 事務総長 | 坂本哲志 |
| 最高顧問 | 山崎拓   |

### 衆議院議員
| 森山裕 （7回・参院1回、鹿児島4区） | 坂本哲志 （7回、熊本3区） | 城内実 （6回、静岡7区）     | 上野賢一郎 （5回、滋賀2区） |
| 田野瀬太道 （4回、奈良3区）        | 鬼木誠 （4回、福岡2区）   | 宮路拓馬 （3回、鹿児島1区） |                             |

（計7名）

### 参議院議員
| 山田俊男 （3回・比例区） |

（計1名）

## かつて所属していた人物
- 山中貞則
重鎮、山崎拓の後見人的存在だったが、総裁選出馬に反対し退会。
- 森田健作（俳優、元参議院議員、元衆議院議員、元千葉県知事）
2003年、埼玉県知事選挙に立候補しようとした際、山崎に説得され断念。同年の総選挙には出馬せず、国政から身を引いた。2009年、千葉県知事。通算3期務め2021年退任、政界引退。
- 自見庄三郎（元参議院議員、元衆議院議員）
初当選以来、渡辺美智雄と山崎の腹心。かつて山崎が派閥を立ち上げる以前に結成していた政策集団のほとんどに名を連ねる側近中の側近だったが、2005年の「郵政国会」で郵政民営化反対の方針を貫き、山崎派所属議員でただ一人反対票を投じた。その後の選挙で落選し、造反組に対する勧告に従って離党。2006年、国民新党から国政復帰する方針を表明。2007年、第21回参議院議員通常選挙の比例区で国民新党唯一の比例議席を獲得した。なお、山崎とは離党後も一個人の立場で親交があった。
- 船田元（衆議院議員）
山崎派発足時は山崎の腹心で、派内の憲法改正論議でも熱心だったが、いわゆる政界失楽園（不倫）のあおりで落選したことを契機に退会。2003年衆院選に当選し、平成研究会（当時津島派）に所属。
- 畑恵（元参議院議員）
船田との結婚に対する批判を受け、自民党が2001年の第19回参議院議員通常選挙では比例区の候補名簿から除外。これに反発して東京都選挙区から無所属で立候補したが、落選した。
- 小泉昭男（元参議院議員）
2007年に離脱。
- 山内俊夫（元参議院議員）
2010年1月5日に自民党離党。同月8日に改革クラブ入党。
- 平将明（衆議院議員）
2010年7月22日に脱会[22]。2015年、水月会（石破派）に入会。
- 武田良太（衆議院議員）
2010年に退会。2016年、志帥会（二階派）に復帰[23]。
- 古川禎久（衆議院議員）
2010年に退会。2015年、水月会（石破派）に入会[24]。2021年、平成研究会（茂木派）復帰。
- 岡田広（元参議院議員）
- 石田真敏（衆議院議員）
2012年に退会。2021年、宏池会（岸田派）に入会。
- 渡海紀三朗（衆議院議員）
2012年に退会。
- 甘利明（衆議院議員）
2012年に退会。2017年、志公会（麻生派）に入会。
- 林幹雄（衆議院議員）
2012年に退会。志帥会（二階派）に入会。
- 田中和徳（衆議院議員）
2012年に退会。2017年、志公会（麻生派）に入会。
- 山際大志郎（衆議院議員）
2012年に離脱。2017年、志公会（麻生派）に入会。
- 原田義昭（元衆議院議員）
2012年に退会。2017年、志公会（麻生派）に入会。
- 平沢勝栄（衆議院議員）
2017年に退会[25]。同年、志帥会（二階派）に入会。
- 木村義雄
第25回参議院議員通常選挙落選後、志帥会（二階派）に入会。
- 石原宏高（衆議院議員）
2021年に退会。同年、宏池会（岸田派）に入会。

### その他国政選挙落選・引退者
※は、国政選挙落選者、◆は、政界を引退した者、●は、故人。括弧内は、議員でなくなった時点での議会所属。
- 武部勤◆（衆・比例北海道）
- 遠藤武彦●（衆・山形2区）
- 佐藤剛男◆（衆・比例東北）
- 国井正幸※（参・栃木県）
- 井奥貞雄※（衆・比例南関東）
- 深谷隆司◆（衆・東京2区）
- 小杉隆◆（衆・東京5区）
- 石原伸晃※（衆・東京8区）
- 木村勉※（衆・東京15区）
- 赤枝恒雄◆（衆・比例東京）
- 亀井善之●（衆・神奈川16区）
- 亀井善太郎◆（衆・神奈川16区）
- 江﨑洋一郎※（衆・比例南関東）
- 稲葉大和※（衆・新潟3区）
- 大石秀政※（衆・比例東海）
- 篠田陽介※（衆・比例東海）
- 大前繁雄※（衆・兵庫7区）
- 岸本光造●（衆・和歌山2区）
- 田野瀬良太郎◆（衆・奈良4区）
- 奥谷通●（衆・比例近畿）
- 大野功統◆（衆・香川3区）
- 関谷勝嗣※（参・愛媛県）
- 渡辺具能◆（衆・福岡4区）
- 倉成正和※（衆・長崎1区）
- 野田毅※（衆・熊本2区）
- 保岡興治●（衆・鹿児島1区）
- 金子万寿夫※（衆、鹿児島2区）
- 安次富修※（衆・比例九州）
- 冨岡勉◆（衆・比例九州）
- 湯川一行※（衆・比例九州）
- 月原茂皓※（参・比例区）